# 지도초등학교 지도서분교
지도초등학교 지도서분교는 대한민국 전라남도 신안군에 있었던 공립 초등학교이다.

## 학교 연혁
- 1947년 3월 31일 지도서국민학교 개교
- 1967년 4월 1일 도서벽지학교 '을'급 지정
- 1982년 3월 1일 도서벽지학교 지정 해제
- 1982년 10월 1일 도서벽지학교 '병'급으로 재지정
- 1983년 12월 1일 도서벽지학교 '을'급 조정
- 1986년 1월 1일 도서벽지학교 '나'급 조정
- 1990년 3월 1일 신광국민학교 지도서분교장 격하 편입
- 1994년 3월 1일 지도중앙국민학교 지도서분교 개편
- 1996년 3월 1일 지도초등학교 지도서분교 개편
- 2005년 3월 1일 폐교 및 지도초등학교 통폐합